# Podanychroma monticola
Podanychroma monticola är en skalbaggsart som först beskrevs av Hüdepohl 1989.  Podanychroma monticola ingår i släktet Podanychroma och familjen långhorningar.
Artens utbredningsområde är Filippinerna. Inga underarter finns listade i Catalogue of Life.